# Gradina (żupania virowiticko-podrawska)
Gradina – wieś w Chorwacji, w żupanii virowiticko-podrawskiej, siedziba gminy Gradina. W 2011 roku liczyła 916 mieszkańców.

## Charakterystyka
Leży na wysokości 122 m n.p.m., 16 km na północny wschód od Viroviticy. Miejscowa gospodarka oparta jest na rolnictwie i przemyśle spożywczym.